# Ахілл Парош
Ахілл Парош (фр. Achille Paroche; народився 1 березня 1868 у Сері — помер 27 травня 1933 у Сіньї́-л'Аббе́  — французький стрілець, чемпіон і призер Літніх Олімпійських ігор і 5-разовий чемпіон світу.

## Літні Олімпійські ігри 1900
На Літніх Олімпійських іграх 1900 в Парижі Парош взяв участь у змаганнях зі стрільби з пістолета і гвинтівки. В одиночному змаганні він посів 2-ге місце, набравши 466 балів і вигравши срібну медаль. В командному змаганні його команда посіла друге місце, вигравши срібні медалі.
У стрільбі з гвинтівки стоячи Парош посів 19-те місце з 268 балами, з коліна 16-ту позицію з 287 балами, і лежачи посів 1-ше місце з 332 очками, ставши Олімпійським чемпіоном. У стрільбі з трьох положень, у якій всі набрані бали підраховуються разом, він став 7-м. У командному змаганні його збірна стала третьою, здобувши бронзові медалі.

## Літні Олімпійські ігри 1920
На Літніх Олімпійських іграх 1920 в Антверпені Парош взяв участь у 10-ти дисциплінах і виграв срібну медаль у командній стрільбі з армійської гвинтівки лежачи на 300 метрів.

## Чемпіонати світу
Парош брав участь у чемпіонатах світу від 1898 до 1921 року. Виграв шість золотих медалей, 16 срібних і 9 бронзових.